# Garfield

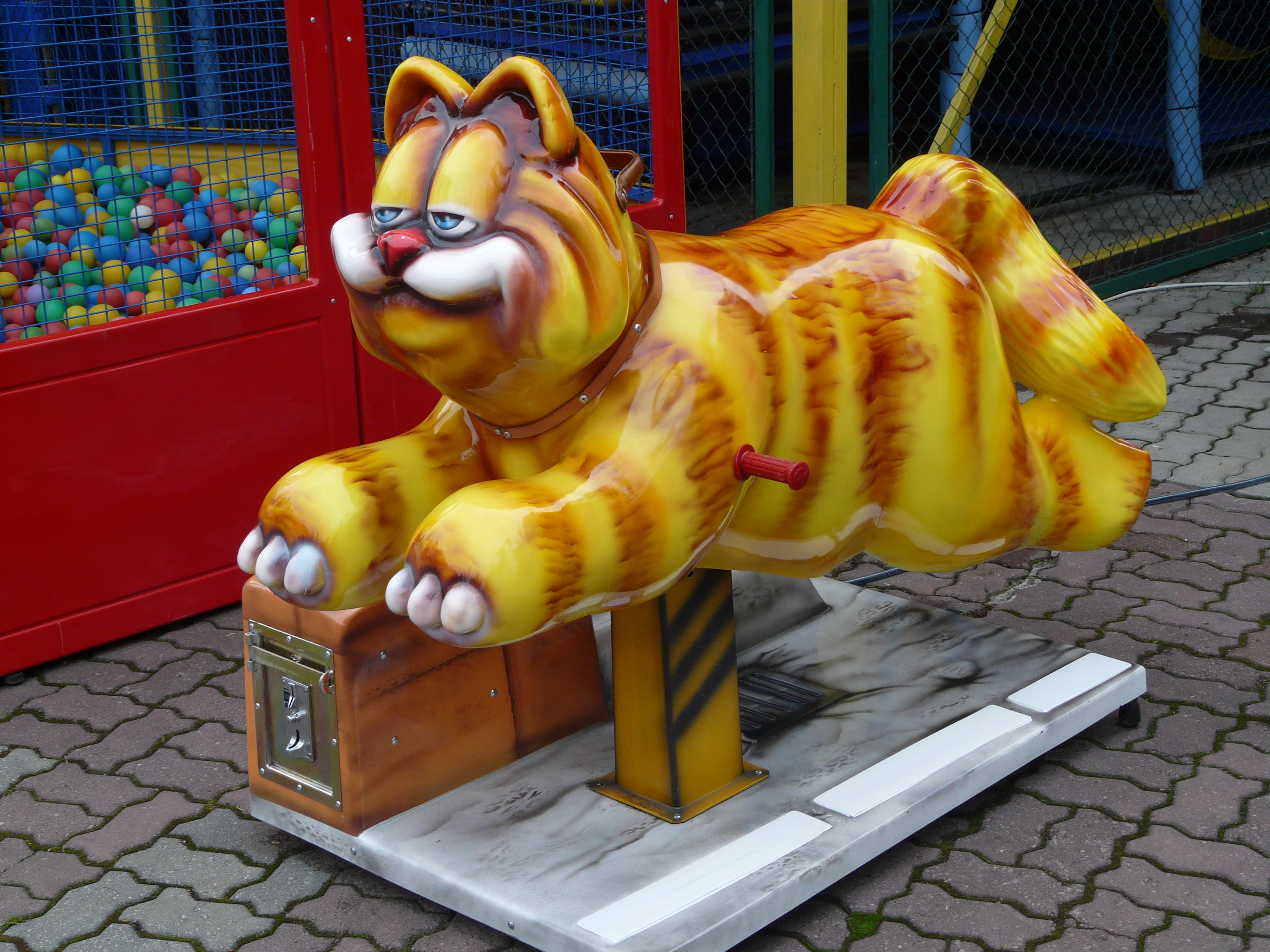
Garfield do „ujeżdżania” w rabczańskim Rabkolandzie

Garfield – popularny komiks stworzony przez Jima Davisa, którego tytułowym bohaterem jest antropomorficzny rudy kocur, odznaczający się lenistwem, narcyzmem i słabością do lasagni. Jego towarzyszami są: niezbyt rozgarnięty pies Odie oraz ich ułomny pod względem towarzyskim właściciel, Jon Arbuckle. Kocur odziedziczył imię po dziadku Jima Davisa, który z kolei był tak nazwany dla upamiętnienia prezydenta Stanów Zjednoczonych Jamesa Garfielda.
Bohaterowie zadebiutowali 8 stycznia w 1976 roku, w ramach miejskiej gazety „Pendleton Times-Post”. Początkowo komiks nosił tytuł „Jon” i tytułowy właściciel Garfielda był głównym bohaterem. Z czasem Davis zmienił tytuł komiksów na „Garfield”. Gdy komiks jednak zyskał syndykacje Davis postanowił narysować całą serię na nowo. W 1978 roku komiks był drukowany w 41 gazetach, obecnie jest ich już ok. 2000 na całym świecie – w Polsce w „Gazecie Wyborczej”. W latach 90. wielką oglądalnością cieszyła się kreskówka Garfield i przyjaciele. W 2004 roku na ekrany wszedł pierwszy pełnometrażowy film o Garfieldzie, w którym zastosowano najnowsze wówczas techniki animacji komputerowej, wtapiające wirtualną postać Garfielda w grono rzeczywistych bohaterów. W 2008 roku zadebiutował nowy serial Garfield.

## Bohaterowie główni

### Garfield
Garfield jest grubym, leniwym, zapatrzonym w siebie kotem, który kocha lasagne, nie cierpi poniedziałków i pająków. Jest egocentryczny i ma skłonność do sadyzmu i sarkazmu. Jego ulubiony film to „Żółte psisko” ze względu na, jak twierdzi, happy end (w zakończeniu filmu ginie pies). Garfield na co dzień dręczy psy (zawsze po przebudzeniu skopuje z blatu Odiego), swojego pana i listonosza, przyjaźni się z myszami. Jego jedyne pasje – jedzenie i spanie – są porównywalne ze wstrętem do wszelakich diet i ćwiczeń gimnastycznych. Poza tym nałogowo pije bardzo mocną kawę.

### Jonathan Q. „Jon” Arbuckle
Właściciel Garfielda. Jon urodził się 28 lipca 1950 roku. Powszechnie jest uważany za nudziarza, zaś większość jego prób umówienia się na randkę kończy się niepowodzeniem, choć jest samotny także pod wpływem ogólnie socjalnym, a nie tylko matrymonialnym. Uwielbia koty, psy i wszystkie inne zwierzęta. Wychował się na wsi na farmie swoich rodziców. Przez większość odcinków Jon jest przedstawiony jako towarzyski nieudacznik, z którym nikt nie chce się umówić. W końcu jednak zaczyna spotykać się z Liz, co wywołuje zazdrość u Garfielda. W pierwszym odcinku Jon przedstawia się jako rysownik (ukończył studia artystyczne), jednak sam nigdy niczego nie rysuje (do paska z 4 lipca 2010). W kilku paskach Garfield używa jego sprzętu do rysowania. W jednym odcinku, Jon, kąpiąc Garfielda, spłukuje pasek komiksowy z nim.

### Odie
Odie jest psem pozostawionym przez Lymana – przyjaciela Jona. Odie chodzi na czterech łapach, ma żółtą sierść i bardzo długi, wiecznie zaśliniony język. Jego imię pochodzi prawdopodobnie od słowa „odd”, czyli „dziwny”. Początkowo Odie miał czarne uszy, jednak pojawiły się opinie, że zbytnio przypomina Snoopiego, więc Davis zaczął kolorować je na brązowo. Zmiana nastąpiła 27 września 1979. Odie jest jedynym zwierzęciem w całym komiksie, które nie potrafi mówić (wyjątkiem są paski z 15 czerwca 1980 roku, 13 stycznia 1982 roku i 10 lipca 2005 roku). Jest głupi i naiwny, przez co Garfield lubi bawić się jego kosztem, chociaż, sądząc po np. pasku z 27 kwietnia 1989 roku, tylko takiego udaje. Czasami (np. na pasku z 23 stycznia 2005) Odie bawi się kosztem Garfielda.

## Bohaterowie poboczni

### Arlene
Dziewczyna Garfielda. Pojawiła się 24 czerwca 1980 roku, jednak pierwsza ich randka odbyła się 18 grudnia 1980 roku. Różowa kotka z długą szyją i przerwą między przednimi zębami (ma kompleksy na tym punkcie). Zarzuca Garfieldowi, że jest zapatrzony w siebie i tłusty.

### Nermal
„Najsłodszy kociak na świecie”, „obrzydliwie uroczy”, „kulka cudowności”. Garfield nienawidzi Nermala zwłaszcza wtedy, gdy próbuje on pokazać wszystkim jak bardzo jest słodki i naśmiewa z jego starości. Często stara się wysłać go pocztą do Abu Dhabi, a całkowitą normą są ich kłótnie. Nermal jest własnością rodziców Jona, ale nigdy nie widziano go na rodzinnej farmie. Nermal pojawia się po raz pierwszy w odcinku z 3 września 1979 roku, gdy rodzice Jona wyjeżdżają na wakacje i pozostawiają Nermala pod jego opieką. Nermal jak sam się przyznał w jednym z licznych komiksów, swoją słodycz zawdzięcza temu, że jest... miniaturką! Futro ma koloru szarego z niewielką ilością (podobnie jak u Garfielda) cienkich, czarnych pasków. Jego oczy okalają długie rzęsy.

### Dr Elizabeth „Liz” Wilson
Pani weterynarz. Pierwszy raz pojawia się w odcinku z 26 czerwca 1979 roku podczas wizyty Garfielda w klinice weterynaryjnej. Początkowe daremne próby Jona umówienia się na randkę odnoszą pozytywny skutek dopiero 10 miesięcy później. Jon i Liz pojechali wtedy do kina samochodowego na film „The Sludge Monster Meet Vermin Man”. Garfield nienawidzi jej odwiedzać, ale Jon często zmusza go do tego. Przeważnie wizyta jest tylko pretekstem do zaproszenia pięknej Liz na randkę. Mówi że jej imię pochodzi od „LIZard” – jaszczurka. Oczywiście jest to tylko żart (w polskiej wersji wyjaśniła swoje imię jako elektroLIZa). W lipcu 2006 randka z Jonem wreszcie się udała i od tego momentu tworzą razem związek.

### Pooky
Ukochany miś Garfielda o brązowej skórze, okrągłych uszkach i okrągłym nosku. Pierwszy raz pojawił się 23 października 1978 roku. Tylko jego Garfield tak naprawdę obdarza szczerą, bezinteresowną miłością i tylko jego wpuszcza do swojego łóżka.

### Irma
Mało rozgarnięta właścicielka kawiarni, gdzie Jon razem z Garfieldem piją kawę. Ma żółtawą skórę, okulary – połówki, krótko obcięte, czarne włosy i biały fartuch. Zatrudnia jedynie kucharza, dlatego jest również kelnerką. Pierwszy raz pojawia się 19 października 1979 roku.

### Lyman
Przyjaciel Jona. 7 sierpnia 1978 roku wprowadził się do niego prosząc o przygarnięcie, bo jest zmęczony, głodny i mu zimno. Wprowadził się przynosząc jedynie walizkę i psa Odiego. W paskach pojawiał się w różnej częstotliwości do 24 kwietnia 1983 roku. Ostatni raz można go zobaczyć na pasku z 2 kwietnia 2013 (ukazany na ilustracji w gazecie, którą trzyma Jon). Dalsze jego losy nie zostały wyjaśnione. Jim Davis żartobliwie powiedział w jednym z wywiadów: „Nie zaglądajcie do piwnicy Jona” (Don’t look in Jon’s basement), nawiązując do filmu „Don't Look in the Basement” z 1973 roku (po polsku: „Nie zaglądaj do piwnicy”).

### Mama Jona
Mieszka na farmie i jest wspaniałą kucharką (potrafi zrobić wszystko z ziemniaków, co jest pokazane w komiksach z lat 80). Wysyła Jonowi i Garfieldowi gotowane jedzenie w paczkach. Jon dostał raz purée ziemniaczane, a Garfield sos, który wyciekał z koperty. Zawsze na święta Garfield dostaje od niej sweter, który często jest wadliwy (np. nie posiada otworów na ręce).

### Tata Jona
Mieszka na farmie, nie potrafi posługiwać się nowoczesnymi urządzeniami. Nazywa Jona „Jon Boy”. Wzorowany na ojcu Jima Davisa, Jamesie Williamie Davisie.

### Doc Arbuckle
Brat Jona, mieszka na farmie z rodzicami, czasem kłóci się z Jonem nazywając go mieszczuchem. Doc nienawidzi, kiedy ktoś nazywa go „Dokuś” (Doc Boy). Wzorowany na bracie Jima Davisa – David „Doc” Davis podobno nie był tak głupkowaty jak jego komiksowy odpowiednik, tylko bardziej.

### Babcia
Babcia Jona i Doc Boya. Kocha Jona, Garfielda i Odiego. Pojawia się okazjonalnie w paru odcinkach. Jest przedstawiona jako starsza pani w czarnej sukience, nosząca ciasny kok. W kreskówkach pojawia się jako energiczna starsza osoba w jeansach i swetrze, jeżdżąca czasem na motocyklu.

### Myszy
Garfield ma wielu mysich przyjaciół (i kilku wrogów). Wiele z nich nie ma imienia, ale kilka zostało nazwanych. Trzy myszy Herman, Floyd i Squeak pojawiają się co pewien czas. Myszy są w dobrych stosunkach z Garfieldem, jednak czasem go poniżają i nic sobie z tego nie robią. Wiedzą, że Garfield jest zbyt leniwy by je ścigać (chociaż pojawiło się kilka okazji). Korzystają więc ze swej wolności, przechadzając się po domu i czasem kradnąc jakieś jedzenie. Jon oczekuje od Garfielda łapania myszy i jest bardzo rozczarowany, że musi to robić sam. Czasem nakłania Garfielda do jego naturalnych, kocich obowiązków, poprzez groźbę niewydawania obiadu. Zdarzało się, że Garfield urządzał, w porozumieniu z myszami, „pokazowe polowania”.

### Pająki
Garfield nienawidzi pająków i niszczy je, najczęściej rozgniatając zwiniętą gazetą. Czasami jednak rozmawia z nimi najpierw, bądź rozmawia z członkami rodziny rozgniecionego pająka. Są też paski, w których pająki rozmawiają między sobą na temat Garfielda.

### Ellen
Spośród wszystkich kobiet, do jakich Jon dzwoni, by umawiać się na randki, Ellen jest najczęstsza. Pierwszy raz pojawia się 9 listopada 1990, kiedy Jon umawia się z nią na randkę w ciemno. W lipcu 2006 zapada na amnezję, przez co Jonowi udaje się z nią umówić.

### Pani Feeney
Sąsiadka Jona i Garfielda. W komiksach niewidoczna, pojawia się wyłącznie dzwoniąc do Jona ze skargami na wyczyny Garfielda.

### Herman Post
Listonosz Jona, ustawicznie dręczony przez Garfielda, który zazwyczaj niszczy mu spodnie. Herman co pewien czas stara się wymyślić jakiś sposób na bezpieczne dostarczenie listu, jednak praktycznie zawsze zawodzą (listy jednak dochodzą). Pierwszy raz pojawił się 19 lipca 1978 r.

### Stretch
Stretch to gumowy kurczak Garfielda, którego otrzymał na szóste urodziny od Jona. Jest mniej „żywy” niż Pooky. Garfield zazwyczaj używa go by dręczyć Jona, tak by żałował jego zakupu.

### Mówiąca waga łazienkowa RX-2
Urządzenie techniczne, ale obdarzone inteligencją i wyjątkową złośliwością. Komentarze, które wygłasza, gdy Garfield usiłuje się na niej ważyć, stały się wielokrotnie przyczyną jej zdemolowania – jednak najwyraźniej jest niezniszczalna.

## Garfield w telewizji
Serial animowany Garfield i przyjaciele (Garfield and Friends) produkowany był w latach 1988–1994 przez studio Film Roman. Pierwszy odcinek miał premierę 17 września 1988 w CBS. Łącznie wyprodukowano 121 odcinków w 7 seriach, ostatni odcinek został nadany w grudniu 1994 roku.
Każdy z odcinków trwa około 22 minuty i składa się z trzech niezależnych segmentów. Tylko dwa z nich (zazwyczaj pierwszy i ostatni) są o Garfieldzie, środkowy natomiast opowiada o przygodach zwierzaków z Farmy Orsona. Na początku i pomiędzy segmentami pojawiają się dodatkowo krótkie scenki, często są to po prostu filmowe wersje komiksów gazetowych.
Serial był wielokrotnie powtarzany w USA i został sprzedany do wielu krajów. W latach 2004–2006 kompletny serial wydano w USA na płytach DVD.

## Ekranizacje

### Seriale
- Garfield i przyjaciele – 121 odcinków (Garfield and Friends, 1988–1994)
- The Garfield Show – 78 odcinków (2008)
- Garfield Originals – 24 odcinki (2019)

### Filmy telewizyjne
- Here Comes Garfield (1982)
- Garfield on the Town (1983)
- Garfield in the Rough (1984)
- Garfield's Halloween Adventure (1985)
- Garfield in Paradise (1986)
- A Garfield Christmas (1987)
- Garfield w Hollywood (1987)
- Garfield: His 9 Lives (1988)
- Garfield's Babes and Bullets (1989)
- Garfield's Thanksgiving (1989)
- Garfield's Feline Fantasies (1990)
- Garfield Gets a Life (1991)
- Garfield Show: Long Lost Lyman (2012)
- Garfield Show: Furry Stories (2012)
- Garfield Show: Little Trouble in Big China (2012)

### Filmy kinowe
- Garfield (Garfield: The Movie, 2004)
- Garfield 2 (Garfield: The Tail of Two kitties, 2006)
- Garfield – kot prawdziwy (Garfield Gets Real, 2007)
- Garfield: Festyn humoru (Garfield: Fun Fest, 2008)
- Garfield: Koty górą (Garfield’s Pet Force, 2009)
- Garfield[2] (The Garfield Movie, 2024)